# Earth Angel
Earth Angel (Will You Be Mine) – piosenka z gatunku doo wop po raz pierwszy nagrana przez zespół The Penguins w 1954 roku. Wraz z utworem „Hey Señorita” została wydana jako singiel, jednak szybko prześcignęła ją pod względem popularności i dotarła do pierwszego miejsca listy R&B magazynu Billboard oraz ósmego listy Billboard Hot 100.
W 1955 r. stała się głównym przebojem kanadyjskiego kwartetu The Crew-Cuts i także znalazła się na listach przebojów Billboardu.
Wersja nagrana przez The Penguins znalazła się na 152. miejscu listy 500 utworów wszech czasów magazynu Rolling Stone. Z kolei w 2004 r. była jednym z 50 nagrań, które Biblioteka Kongresu wpisała do Narodowego Archiwum Nagrań, nazywając ją największą balladą z gatunku doo wop wszech czasów

## Autorstwo
Za autora piosenki powszechnie uznaje się piosenkarza grupy The Penguins, Curtisa Williamsa, jednak według znawców tematu – Jima Dawsona i Steve’a Propesa, jej początków należy się doszukiwać u Jessego Belvina i jego przeboju „Dream Girl”. Utwór ten miał znacząco wpłynąć na Williamsa i Gaynela Hodge’a, co objawiało się już w ich wcześniejszych kompozycjach. Z kolei zdanie „Will you be mine?” pojawiające się w tekście miało zostać zaczerpnięte z piosenki o tej samej nazwie grupy Swallows. Bardzo podobny pod niektórymi względami jest też utwór „I Know” zespołu The Hollywood Flames, w którym obaj muzycy wcześniej grali. Innych zbieżności doszukano się też w kompozycji „Blue Moon”, Rodgersa and Harta oraz w „These Foolish Things (Remind Me Of You)” grupy The Dominoes.
Kwestia autorstwa została ostatecznie rozstrzygnięta pod koniec lat 50., a za twórcę piosenki uznano Curtisa Williamsa. Jego wydawca muzyczny Dootsie Williams, powiedział po latach, iż myślał, że to utwór Curtisa, dlatego był zaskoczony po otrzymaniu pozwu sądowego mówiącego o naruszeniu praw autorskich. Dodał też, że po dokładnym zbadaniu sprawy okazało się, że Williams nie napisał tej piosenki (albo przynajmniej większej jej części). Najwyraźniej stworzył utwór, który był pastiszem różnych kompozycji.

## Inne wykonania
Sukces jaki odniosła piosenka w wykonaniu zarówno The Penguins, jak i The Crew-Cuts sprawił, że wielu wykonawców postanowiło nagrać własną wersję.
- Gloria Mann (1955)
- Barry Frank i Four Bells (1955)
- Johnny Tillotson (1960)
- The Crests (1960)
- Bobby Vinton (1963)
- The Vogues (1969)
- Elvis Presley (1984) album A Golden Celebration
- New Edition (1986)
- Slapstick (1997) album Slapstick
- Aaron Neville (2003) album Orchid in the Storm
- Death Cab for Cutie (2005) album Stubbs the Zombie: The Soundtrack
- Bella Morte (2006) album Bleed the Grey Sky Black
- Blink-182
- The Fleetwoods
- Tiny Tim
- Buddy Holly
- The Four Seasons
- Chris Martin (2009)

## W kulturze masowej
Przykładowe odniesienia w kulturze masowej:
- W pierwszej części Powrotu do przyszłości, fikcyjny zespół Marvin Berry and The Starlighters (razem z Martym McFly’em) wykonuje piosenkę podczas szkolnej potańcówki.
- W finałowym odcinku piątego sezonu Family Guy sparodiowano taniec z Powrotu do przyszłości, gdzie też grano utwór.
- W filmie Karate Kid II, Earth Angel słychać na potańcówce, na którą przychodzą Kumiko i Daniel.
- W musicalu Jersey Boys, wykonuje ją Tommy DeVito.
- W filmie Superman III, piosenka jest grana podczas szkolnego zjazdu w liceum.
- W jednym z odcinków serialu Tajemnice Smallville rozgrywającego się w latach 60.